# Коздроє
Коздроє (пол. Kozdroje) — село в Польщі, у гміні Реґімін Цехановського повіту Мазовецького воєводства.
Населення — 85 осіб (2011).
У 1975-1998 роках село належало до Цехановського воєводства.

## Демографія
Демографічна структура станом на 31 березня 2011 року:
|          | Загалом | Допрацездатний вік | Працездатний вік | Постпрацездатний вік |
| -------- | ------- | ------------------ | ---------------- | -------------------- |
| Чоловіки | 41      | 12                 | 26               | 3                    |
| Жінки    | 44      | 7                  | 24               | 13                   |
| Разом    | 85      | 19                 | 50               | 16                   |